# Lenjingradska oblast
Lenjingradska oblast (ruski: Ленингра́дская о́бласть) je oblast u Ruskoj Federaciji. Nalazi se u Sjeverozapadnom saveznom okrugu.
U Lenjingradskoj oblasti se nalazi i Petrograd, prije znan i kao Lenjingrad (1924. – 1991.), ali upravno ne pripada ovoj oblasti.
Područje ove oblasti je povijesno poznato kao Ingrija (do 1927.). Rečeno područje je bilo od velikih sigurnostnih probitaka za SSSR, jer se u njemu nalazila i Karelijska prevlaka, koju je Finska nakon izgubljenog rata pod prisilom morala predati 1940.
Površina: 84.500 km²
Broj stanovnika: 1.669.205 (sveruski popis stanovništva 2002.)
Ostavivši postrani Petrograd, Kolpino je najveći grad sa 160.000 stanovnika. Lenjingradska oblast je uspila zadržati svoje ime nakon pada raspada SSSR-a i pada boljševizma, unatoč tome što je sam grad Lenjingrad, po kojem se zvala, promijenio ime.

## Vanjske poveznice
- (engl.) Službene stranice  Arhivirana inačica izvorne stranice od 13. prosinca 2009. (Wayback Machine).
- (rus.) Službene stranice .
- (engl.) Zemljovid Lenjingradske oblasti